# Dodge 116
La 116 è un'autovettura mid-size prodotta dalla Dodge dal 1923 al 1925. Venne presentata al pubblico nel giugno del 1922 per il model year 1923.

## Storia
Come la Dodge 30, cioè il modello che sostituì, la 116 era dotata di un motore a valvole laterali e quattro cilindri in linea da 3.479 cm³ di cilindrata che erogava 35 CV di potenza. Il propulsore era anteriore, mentre la trazione era posteriore. Il cambio era a tre rapporti mentre la frizione era monodisco a secco. I freni erano meccanici e agivano sulle ruote posteriori.
Al debutto la 116 offerta in versione torpedo quattro porte, roadster due porte, berlina quattro porte, coupé due porte e furgonetta tre porte. A differenza dei due modelli Dodge che la precedettero, la 116 era disponibile in due allestimenti, lo Standard ed il Custom. Quest'ultimo era caratterizzato da un equipaggiamento superiore e da finiture migliori. Sulla 116, per la prima volta sul mercato statunitense, debuttò il corpo vettura completamente in acciaio, Questi ultimi, precedentemente, erano infatti realizzati in acciaio e legno.
Nel 1924 il modello fui completamente rivisto ed il passo fu aumentato da 2.896 mm a 2.946 mm. Nell'occasione fu introdotto l'allestimento Special. Rispetto all'allestimento Standard, l'allestimento Special era caratterizzato da finiture analoghe e da un equipaggiamento migliore. Ad esempio, era dotato di tergicristalli automatici. Nell'occasione fu aggiunta all'offerta la versione landaulet.
Nel 1925 il modello rimase immutato. I tergicristalli automatici diventarono di serie su tutti i modelli sostituendo quelli azionati a mano. Nell'occasione fu aggiunta all'offerta la versione familiare cinque porte.
La Dodge 116 fu sostituita dalla Dodge 126 dopo 580.108 esemplari prodotti.